# Plano de Ordenamento da Orla Costeira
Os Planos de Ordenamento da Orla Costeira (POOC) são uma ferramenta de gestão do território usada em Portugal.

## Legislação
Os POOC foram instituidos pelo Decreto-Lei nº 309/93, de 2 de setembro de 1993, visando ordenar a legislação reguladora sobre o litoral português. Cobrem o Domínio Público Marítimo e têm como objectivos ordenar os diferentes usos e atividades específicas da orla costeira, a classificação, valorização e qualificação das praias e a regulamentação do uso balnear, a orientação do desenvolvimento de atividades específicas da orla costeira e a defesa e conservação da natureza.
Os POOC abrangem uma faixa ao longo do litoral, a qual se designa por "zona terrestre de proteção", cuja largura não excede os 500m, e uma faixa marítima de proteção que tem com limite inferior a batimétrica – 30, com excepção das áreas sob jurisdição portuária, e identificam e definem nomeadamente:
- O regime de salvaguarda e proteção para a orla costeira, com o objetivo de garantir um desenvolvimento equilibrado e compatível com os valores naturais, sociais, culturais e económicos, com a identificação de atividades proibidas, condicionadas e permitidas na área emersa e na área imersa, em função dos níveis de protecção definidos;
- As medidas de proteção, conservação e valorização da orla costeira, com incidência nas faixas terrestre e marítima de proteção e ecossistemas associados;
- As propostas de intervenção referentes a soluções de defesa costeira, transposição de sedimentos e reforço do cordão dunar;
- As propostas e especificações técnicas de eventuais ações e medidas de emergência para as áreas vulneráveis e de risco;
- O plano de monitorização da implementação do POOC.

## Implementação
A implementação dos POOC é da responsabilidade das Administrações de Região Hidrográfica (ARH), das CDDR e dos Municípios territorialmente competentes, assim como das entidades consideradas no Plano de Execução e Plano de Financiamento. A fiscalização do cumprimento das disposições dos POOC compete às Administrações de Região Hidrográfica e Municípios territorialmente abrangidos, e às demais entidades competentes em razão de matéria.
Até o verão de 2024, já estão em vigor os quatro da costa oeste-atlantico:
- Caminha-Espinho
- Ovar-Marinha Grande
- Alcobaça-Espichel
- Espichel-Odeceixe.

Estão em fase de elaboração dois no Algarve: 
- Odeceixe-Vilamoura
- Vilamoura-Vila Real de Santo António.[3]

Na Região Autónoma dos Açores a promoção da elaboração dos POOC é da atual Secretaria Regional do Ambiente e do Mar, encontrando-se aprovados, através de Decreto Regulamentar Regional (DRR), oito POOC, e encontrando-se em elaboração os POOC das ilhas do Faial e do Pico. Na Região Autónoma da Madeira não existem POOC aprovados.
Estes programas estabelecem restrições e condicionantes sobre novas construções nas chamadas Faixas de Salvaguarda ao Galgamento e Inundação Costeira, que podem ir dos 500 a 1000 metros da linha da costa. Não regulam no entanto as zonas estuarinas que devem estar protegidas por Planos de Estuários, como previsto pela Lei de Bases das Políticas Públicas de Solos, de Ordenamento do Território e de Urbanismo. Contudo, como estes últimos ainda estão por elaborar, existe um vazio jurídico, explorado por alguns, como é o caso do complexo Porto Cruz na foz do Jamor em Oeiras, o projeto da Marina de Setúbal com um hotel de 15 andares, ou do Ocean Campus em frente à praia de Algés, para urbanizar em zonas ameaçadas em cenários de cheias ou de subida do nível do mar.